# Sekaran (Siman)
Sekaran is een bestuurslaag in het regentschap Ponorogo van de provincie Oost-Java, Indonesië. Sekaran telt 1904 inwoners (volkstelling 2010).